# GayVN Awards
O GayVN Awards são prêmios de cinema apresentados anualmente para homenagear o trabalho feito na indústria pornográfica gay. Os prêmios foram patrocinados pela AVN Magazine, a publicação primária da GAYVN Magazine, e continuam com o reconhecimento da pornografia gay que fez parte do AVN Awards de 1986 a 1998. Os prêmios foram interrompidos após a cerimônia de 2011 e retornaram em 2018.
Os recebedores do prêmio estão listados abaixo no ano da cerimônia de premiação. Em 1998, o primeiro ano dos prêmios, foram concedidos prêmios para o trabalho daquele ano. Começando com a premiação realizada em 2000, os prêmios foram concedidos para o trabalho do ano anterior. Por exemplo, o 8º GAYVN Awards foi realizado na quinta-feira, 9 de março de 2006; foram concedidos prêmios para os filmes que foram lançados em 2005. Os prêmios são realizados anualmente desde 2000. O atual recordista de mais vitórias em um ano é Michael Lucas La Dolce Vita, da Lucas Entertainment, que ganhou 14 prêmios em 2007.  O recordista anterior, com 11 vitórias em 2005, foi BuckleRoos, da Buckshot Productions.

## 1998
Vencedores do GayVN Awards de 1998, realizado em 4 de dezembro de 1998 no Westin Bonaventure, Los Angeles, Califórnia, conforme publicado no Choices: The 1999 AVN Awards Show official program:
| Melhor Ator—Vídeo Gay Vince Rockland, Three Brothers, New Age Pictures Melhor Vídeo de Somente Sexo Gay Link 2 Link, All Worlds Video Melhor Direção de Arte—Vídeo Gay Thunderballs, Fox Studios Melhor Vídeo Bissexual Curious?, Vivid Raw Melhor Conceito de Capa—Vídeo Gay Time Cops, Centaur Films Melhor Diretor—Vídeo Bissexual Anthony Rose, Curious?, Vivid Raw Melhor Diretor—Vídeo Gay (empate) Kristen Bjorn, Man Watcher, Kristen Bjorn Sam Slam & Gino Colbert, Three Brothers, New Age Pictures Melhor Edição—Vídeo Gay Fallen Angel 2, Tab Lloyd, Titan Media Melhor Vídeo Gay Temático Étnico Hot Times in Little Havana, Kristen Bjorn Melhor Lançamento Estrangeiro—Vídeo Gay Impromptus, All Worlds Video Melhor Lançamento Alternativo Gay Arousal, Titan Media Melhor Vídeo Solo Gay Alex and His Buddies, Marcostudio Melhor Lançamento Especializado Gay Fetish Sex Fights 1 & 2, Can-Am Productions Melhor Vídeo Gay Man Watcher, Kristen Bjorn Melhor Fita Amadora Gay/Bi Blade's Real World, Video 10 Melhor Cena de Sexo em Grupo—Vídeo Gay Ryker's Revenge, Zachery Scott, Brett Ford, Tony Donovan & Chad Donovan, Men of Odyssey Melhor Vídeo com Tema de Couro Fallen Angel 2, Titan Media |  | Melhor Música—Vídeo Gay ou Bi Thunderballs, Bronski Beat & Ram Fist, Thor Productions Melhor Performance Não Sexual — Vídeo Gay/Bi Lana Luster, Thunderballs, Fox Studios Melhor Iniciante—Vídeo Gay Joey Hart Melhor Campanha Geral de Publicidade—Vídeo Gay Ryker's Revenge, Men of Odyssey Melhor Embalagem—Vídeo Gay Billy 2000, Studio 2000 Melhor Fita de Locação do Ano—Vídeo Gay Man Watcher, Kristen Bjorn Melhor Roteiro—Vídeo Gay Gino Colbert and Sam Slam, Three Brothers, New Age Pictures Melhor Fita de Vendas do Ano—Vídeo Gay An American in Prague, Bel Ami Melhor Comédia de Sexo— Vídeo Gay Thunderballs, Fox Studios Melhor Cena de Sexo—Vídeo Gay California Kings, Mike Branson & Tom Chase, Falcon Entertainment Melhor Ator Coadjuvante—Vídeo Gay Cole Tucker, Catalinaville, Catalina Video Melhor Videografia—Vídeo Gay Man Watcher, Kristen Bjorn Maquiador Favorito (Prêmio Votado pela Indústria) Mr. Ed Fotógrafo Fixo Favorito (Prêmio Votado pela Indústria) Greg Lenzman Gay Intérprete do ano Cole Tucker O Prêmio Sexo Seguro—Vídeo Gay Red, Hot & Safe, No Egos Productions |

 [Top] 

## 1999
A partir de 2000, prêmios seriam concedidos pela conquista do ano anterior. Portanto, os prêmios que reconhecem o sucesso em 1999 seriam dados na cerimônia de premiação em 2000; não houve cerimônia de premiação em 1999.

## 2000
| Melhor Ator Blake Harper, Animus, All Worlds Video Melhor Vídeo de Somente Sexo Absolute: Arid, Falcon Entertainment Melhor Vídeo Alternativo The O Boys: Parties, Porn & Politics, O Boys Productions Melhor Vídeo Amador New Meat 11, Allan Alan Pictures Melhor Direção de Arte Sodom, Vivid Man Melhor Vídeo Bissexual Mass Appeal, Men of Odyssey Melhor Diretor Dream Team, Studio 2000 Melhor Edição The Final Link, All Worlds Video Melhor Vídeo com Tema Étnico Latin Knockout, Brush Creek Media Melhor Lançamento Estrangeiro Bel Ami Melhor Vídeo Gay Dream Team, Studio 2000 Melhor Cena em Grupo—empate Betrayed, Falcon Studios Thick As Thieves, Opening Orgy, Sarava Productions Melhor Vídeo com Tema de Couro The Final Link, All Worlds Video Melhor Música Wet Dreams, Sarava Productions Melhor Iniciante Spike Melhor Cena de Sexo Oral Ass Lick Alley, All Worlds Video Melhor Campanha Geral de Publicidade Mass Appeal, Men of Odyssey |  | Melhor Embalagem Technical Ecstasy, Men of Odyssey Melhor Roteiro Dream Team, Studio 2000 Melhor Comédia de Sexo Moan, Vivid Man Melhor Cena de Sexo Technical Ecstasy, Men of Odyssey Melhor Performance Solo Joe's Big Adventure, Jaguar Productions Melhor Vídeo Solo Man Trade Solos, Sports & Recreation Video Melhor Lançamento Especializado Hellrazer 3, Talos Entertainment Melhor Ator Coadjuvante Animus, All Worlds Video Melhor Sexo a Três Animus, All Worlds Video Melhor Videografia Absolute: Aqua, Falcon Studios Melhor Maquiador Melhor Fotógrafo Fixo Melhor Fita de Locação do Ano 101 Men 3 & 4, Bel Ami Gay Intérprete do ano Prêmio de Realização Especial para as Causas da AIDS The Prêmio de Realização ao Longo da Vida Salão da Fama |

 [Top] 

## 2001
| Melhor Ator Tony Donovan, Men of Odyssey Melhor Vídeo de Somente Sexo Heat, Titan Media Melhor Vídeo Alternativo Sarava Productions Melhor Vídeo Amador First Time Tryers 18, All Worlds Video Melhor Direção de Arte The Servant, Stable Entertainment Melhor Vídeo Bissexual Goosed Again!, Stable Entertainment Melhor Diretor—empate Echoes, Men of Odyssey Out of Athens, Falcon Entertainment Melhor Diretor—Bisexual Director Anthony Rose, Goosed Again!, Stable Entertainment Melhor Edição Top Secret, Andrew Rosen, Men of Odyssey Melhor Vídeo com Tema Étnico Caesar's Hardhat Gang Bang, Men of Odyssey Melhor Vídeo Estrangeiro Italian Style, Sarava Productions Melhor Vídeo Gay Echoes, Men of Odyssey Melhor Cena em Grupo Out of Athens, Falcon Studios Melhor Vídeo com Tema de Couro Bad Behavior, Falcon Studios Melhor Maquiador Mistress Mona Melhor Música Echoes, Men of Odyssey Melhor Iniciante Melhor Performance Não Sexual Echoes, Men of Odyssey Melhor Cena de Sexo Oral Don't Ask, Don't Tell, MSR Videos |  | Melhor Campanha Geral de Publicidade Top Secret, Men of Odyssey Melhor Embalagem Jacked to Vegas, Rascal Video Melhor Fita de Locação do Ano Wet Dreams 1 & 2, Sarava Productions Melhor Roteiro Now and Forever, Studio 2000 Melhor Comédia de Sexo Devil is a Bottom, All Worlds Video Melhor Cena de Sexo Colby Taylor The Crush, Falcon Studios Melhor Performance Solo Fire Island Cruising, Lucas Entertainment Melhor Vídeo Solo 101 Men 6, Bel Ami Melhor Lançamento Especializado Hand Over Fist, Club Inferno/Hot House Entertainment Melhor Fotógrafo Fixo Greg Lenzman Melhor Ator Coadjuvante Travis Wade, The Crush, Falcon Studios Melhor Sexo a Três Adam Bristol, A Young Man's World, Delta Productions Melhor Videografia Out of Athens, Falcon Studios Gay Intérprete do ano Salão da Fama Performer Prêmio de Realização Especial para as Causas da AIDS |

[Top] 

## 2002
| Melhor Ator—empate Tony Donovan, Carnal Intentions, Men of Odyssey Zak Spears, The Joint, Men of Odyssey Melhor Vídeo de Somente Sexo Sea Men: Fallen Angel 4, Titan Media Melhor Lançamento Alternativo The House of Morecock, 10% Productions / Adult Visual Animation Melhor Vídeo Amador Personal Trainers 2, Bel Ami Melhor Direção de Arte Sea Men: Fallen Angel 4, Titan Media Melhor Vídeo Bissexual Goosed for 3!: A Bisexual Love Affair, Stable Entertainment Melhor DVD Gay Clássico The Other Side of Aspen 1, Falcon Entertainment Melhor Diretor Wash West, Seven Deadly Sins: Gluttony, All Worlds Video Melhor Diretor—Bisexual Video Chi Chi LaRue, Mile Bi Club, All Worlds Video Melhor Edição Seven Deadly Sins: Gluttony, All Worlds Video Melhor Vídeo com Tema Étnico Top to Bottom, Lucas Entertainment Melhor Lançamento Estrangeiro Moscow: The Power of Submission, Sarava Productions Melhor DVD Gay Sea Men: Fallen Angel 4: Hardcore Collector's Edition, Titan Media Melhor Extra de DVD Gay Sea Men: Fallen Angel 4: Hardcore Collector's Edition, Titan Media Melhor Vídeo Gay Seven Deadly Sins: Gluttony, All Worlds Video Melhor Cena em Grupo The Other Side of Aspen 5, Living Room Orgy, Falcon Studios Melhor Vídeo com Tema de Couro Shock, Falcon Entertainment Melhor Música—Gay or Bi The Back Row, Rascal Video Melhor Iniciante Matthew Rush Melhor Performance Não Sexual—Gay or Bi Sharon Kane, Cracked, Catalina Video |  | Melhor Cena de Sexo Oral The Joint, Shower Scene, Men of Odyssey Melhor Campanha Geral de Publicidade The Back Row, Rascal Video Melhor Embalagem The Back Row, 1972 & 2001, Rascal Video Melhor Roteiro Seven Deadly Sins: Gluttony, All Worlds Video Melhor Comédia de Sexo A Dream Come True, Rad Video Melhor Cena de Sexo Sea Men: Fallen Angel 4, Adriano Marquez and Dred Scott, Titan Media Melhor Performance Solo Tuck Johnson, Goosed for 3!: A Bisexual Love Affair, Stable Entertainment Melhor Vídeo Solo Alone with ... 1, Falcon Studios Melhor Lançamento Especializado Slap Happy, Global Warming Video Melhor Ator Coadjuvante Kevin Kramer, Going Down & Cumming Out in Beverly Hills, Great Dane Productions Melhor Sexo a Três Vengeance, Chad Hunt, Erik Martins, Carlos Morales, Lucas Entertainment Melhor Videografia Seven Deadly Sins: Gluttony, All Worlds Video Gay Intérprete do ano Michael Brandon Indicados ao Salão da Fama Jim Bentley Josh Eliot Chad Johnson John Rutherford Ken Ryker Steven Scarborough Jim Steel Performer Prêmio de Realização Especial para as Causas da AIDS Shawn Islander Melhor Fita de Locação do Ano Coverboys, Bel Ami |

 [Top] 

## 2003
Apresentador: Taylor Negron
| Melhor Ator—empate Caesar, Cowboy, Big Blue Productions Josh Weston, Deep South: The Big and the Easy, Falcon Entertainment Melhor Vídeo de Somente Sexo Dreamers, Sarava Productions Melhor Lançamento Alternativo The Fluffer, TLA Releasing Melhor Vídeo Amador Hand Picked 2, Rascal Video/Channel 1 Releasing Melhor Direção de Arte White Trash, MSR Videos Melhor Vídeo Bissexual Mass Appeal 2, Men of Odyssey Melhor DVD Gay Clássico The Wakefield Poole Collection, Mercury Releasing / TLA Releasing Melhor Diretor Chi Chi LaRue and John Rutherford, Deep South: The Big and the Easy, Falcon Studios Melhor Diretor—Bisexual Video Jim Steel, Mass Appeal 2, Men of Odyssey Melhor Edição Joe Anjou, White Trash, MSR Videos Melhor Vídeo com Tema Étnico Zoot Suit, All Worlds Video Melhor Lançamento Estrangeiro Spanish Uprising, Studio 2000 International Melhor DVD gay Absolute: Aqua/Arid, Falcon Studios Melhor Extra de DVD Gay The Back Row, Rascal Video/Channel 1 Releasing Melhor Vídeo Gay Deep South: The Big and the Easy, Falcon Studios Melhor Cena em Grupo Deep South: The Big and the Easy, Derek Cameron, Sebastian Cole, Chad Hunt, Jeremy Jordan, Clay Maverick, Jason Tyler, Adam Wolfe, Falcon Studios Melhor Vídeo com Tema de Couro Prowl 3, MSR Videos Melhor Música Gian Franco, White Trash, MSR Videos Melhor Iniciante Bret Wolfe Melhor Cena de Sexo Oral Oral Exams, Chris Bolt, Ray Stone, Rascal Video/Channel 1 Releasing Melhor Campanha Geral de Publicidade White Trash, MSR Videos Melhor Embalagem White Trash, MSR Videos Melhor Fita de Locação do Ano Finish Me Off, Rascal Video/Channel 1 Releasing Melhor Roteiro Rick Tugger, White Trash, MSR Videos Melhor Comédia de Sexo White Trash, MSR Videos Melhor Cena de Sexo Cops Gone Bad!, Michael Soldier and Chris Steele, Raging Stallion Studios Melhor Performance Solo Sean Storm, Open Trench 2: Fuck Fantasies, Sports & Recreation Video Melhor Vídeo Solo Alone With... 3, Falcon Studios Melhor Lançamento Especializado Oral Exams, Rascal Video/Channel 1 Releasing Melhor Lançamento Especializado, 18-to-23 Video The Scout Club, Studio 2000 Melhor Ator Coadjuvante Rod Barry, White Trash, MSR Videos Melhor Sexo a Três Deep South: The Big and the Easy Falcon Studios Melhor Videografia Todd Montgomery and Max Phillips, Deep South: The Big and the Easy, Falcon Studios Gay Intérprete do ano—empate Michael Brandon Colton Ford GayVN Indicados ao Salão da Fama Chip Daniels Wakefield Poole Toby Ross J.D. Slater |

 [Top] 

## 2004
| Melhor Ator Michael Soldier, A Porn Star Is Born, Raging Stallion Studios Melhor Vídeo de Somente Sexo —empate Bone Island, Sarava Productions Gorge, Titan Media Melhor Vídeo Alternativo The Agony of Ecstasy, Sarava Productions Melhor Vídeo Amador Mykonos: LKP Casting 03, Lucas Kazan Productions Melhor Direção de Arte Carny, Titan Media Melhor Vídeo Bissexual Bisexual Houseguest, Over There / Male Media One Melhor DVD Clássico The Other Side of Aspen 2, Falcon Entertainment Melhor Diretor Wash West, The Hole, Jet Set Productions Melhor Diretor—Bisexual All Worlds Video Melhor DVD Just For Fun, Bel Ami Melhor Extra de DVD Carny, Titan Media Melhor Edição 'Andrew Rosen, The Hole, Jet Set Productions Melhor Vídeo com Tema Étnico Sins of the Father, All Worlds Video Melhor Lançamento Estrangeiro Legionnaires, Oh Man! International Melhor Cena em Grupo Detention, Johnny Hazzard, Matt Summers, Logan Reed, Chad Hunt, Matt Majors, Andy Hunter, Mike Johnson, Rascal Video /Channel 1 Releasing Melhor Vídeo com Tema de Couro Skuff 2, Hot House Entertainment Melhor Música Gian Franco, There Goes the Neighborhood, All Worlds Video Melhor Iniciante Jason Ridge Melhor Performance Não Sexual There Goes the Neighborhood, All Worlds Video |  | Melhor Cena de Sexo Oral Brad Patton Drenched 1, Falcon Studios Melhor Campanha Geral de Publicidade The Hole, Jet Set Productions Melhor Embalagem Carny, Titan Media Intérprete do ano Joe Foster Melhor Fita de Locação Reload, COLT Studio Melhor Roteiro Rick Tugger, There Goes the Neighborhood, All Worlds Video Melhor Comédia de Sexo There Goes the Neighborhood, All Worlds Video Melhor Cena de Sexo Tag Adams, Chad Hunt, Detention, Rascal Video/Channel 1 Releasing Melhor Performance Solo Tag Eriksson, The Hole, Jet Set Productions Melhor Vídeo Solo Boywatch 4, Bel Ami Melhor Lançamento Especializado Mo' Bubble Butt, Hot House Entertainment Melhor Lançamento Especializado—18-23 American Way 3: Love, Rad Video Melhor Ator Coadjuvante Dylan Vox, There Goes the Neighborhood, All Worlds Video Melhor Sexo a Três Raging Stallion Studios Melhor Vídeo The Hole, Jet Set Productions Salão da Fama Tom Chase Todd Montgomery Russell Moore |

[Top] 

## 2005
| Melhor Ator Dean Phoenix, BuckleRoos 1-2, Buckshot Productions Melhor Ator—Lançamento Estrangeiro Tim Hamilton, Greek Holiday 1-2, Bel Ami Melhor Vídeo de Somente Sexo Bolt, Rascal Video Melhor Lançamento Alternativo Tom Bianchi: On the Couch 1-2, Mercury Releasing Melhor Vídeo Amador ThunderBobby 1, ThunderBobby Productions Melhor Direção de Arte Horse: Fallen Angel 5, Titan Media Melhor Vídeo Bissexual Semper Bi, All Worlds Video Melhor DVD Clássico—empate Sex Bazaar, YMAC Spokes, Falcon Entertainment Melhor Diretor John Rutherford and Jerry Douglas, BuckleRoos 1-2, Buckshot Productions Melhor Diretor—Bisexual Video Dirk Yates, Semper Bi, All Worlds Video Melhor Extra de DVD Horse: Fallen Angel 5, Titan Media Melhor Edição Especial de DVD Bolt, Rascal Video Melhor Edição Andrew Rosen, BuckleRoos 1-2, Buckshot Productions Melhor Vídeo com Tema Étnico Revolucion Sexual, All Worlds Video Melhor Lançamento Estrangeiro Greek Holiday 1-2, Bel Ami Melhor Cena em Grupo Bolt, Final Orgy, Johnny Hazzard, Rod Barry Rascal Video Melhor Vídeo com Tema de Couro Horse: Fallen Angel 5, Titan Media Melhor Campanha Publicitária BuckleRoos 1-2, Buckshot Productions Melhor Música Nicholas Pavkovic, "Rock Hard", BuckleRoos 1-2, Buckshot Productions Melhor Iniciante Eddie Stone |  | Melhor Performance Não Sexual Zak Spears, BuckleRoos 1-2, Buckshot Productions Melhor Cena de Sexo Oral Wall of Penises—Hard Sex, Raging Stallion Studios Melhor Embalagem Horse: Fallen Angel 5, Titan Media Intérprete do ano Tag Adams Melhor Lançamento Pro/Am Michael Lucas' Auditions 1, Lucas Entertainment Melhor Roteiro Jack Shamama and Michael Stabile, Wet Palms 1-3, Jet Set Productions Melhor Comédia de Sexo Wet Palms 1-3, Jet Set Productions Melhor Cena de Sexo Marcus Iron, BuckleRoos 2, Buckshot Productions Melhor Performance Solo Arpad Miklos, Ricky Martinez, BuckleRoos 1, Buckshot Productions Melhor Vídeo Solo Str8 Shots, Rascal Video Melhor Lançamento Especializado—empate Double Delights, Pacific Sun Entertainment Whiplash, Dragon Media Melhor Lançamento Especializado—18–23 Aqua Club, Pacific Sun Entertainment Melhor Lançamento Especializado—Bears From Bear to Bare, All Worlds Video Melhor Ator Coadjuvante Dylan Vox, Freak: Jet Set Direct, Take 1, Jet Set Productions Melhor Sexo a Três Buckshot Productions Melhor Videografia Todd Montgomery, BuckleRoos 1-2, Buckshot Productions Melhor Fotografia BuckleRoos 1-2, Buckshot Production 2005 GAYVN Indicados ao Salão da Fama Chad Donovan Jim French |

[Top] 

## 2006
| Melhor Ator Johnny Hazzard, Wrong Side of the Tracks Part One and Part Two, Rascal Video Melhor Ator—Lançamento Estrangeiro Lukas Ridgeston, Lukas in Love, Bel Ami Melhor Vídeo de Somente Sexo Heaven to Hell, Falcon Entertainment Melhor Lançamento Alternativo Sex/Life in L.A. 2: Cycles of Porn, TLA Releasing Melhor Vídeo Amador Straight College Men 23, StraightCollegeMen.com Melhor Direção de Arte Heaven to Hell, Falcon Studios Melhor Vídeo Bissexual Bi Bi American Pie 4, Macho Man Video Melhor DVD Clássico That Boy, Gorilla Factory Melhor Diretor Chi Chi LaRue, Wrong Side of the Tracks Part One and Part Two, Rascal Video Melhor Extra de DVD/Edição Especial Dangerous Liaisons, Lucas Entertainment Melhor Edição CH, Wrong Side of the Tracks Part One and Part Two, Rascal Video Melhor Vídeo com Tema Étnico Lights & Darks, Electro Video Melhor Vídeo com Tema Étnico—Latin Passport to Paradise, Raging Stallion Studios Melhor Lançamento Estrangeiro Lukas in Love, Bel Ami Melhor Cena em Grupo Arabesque, Raging Stallion Studios Melhor Vídeo com Tema de Couro The Missing, Hot House Entertainment Melhor Campanha Publicitária LeatherBound, Buckshot Productions Melhor Música J.D. Slater, Arabesque, Raging Stallion Studios Melhor Iniciante Roman Heart Melhor Performance Não Sexual Joe Gage, Beyond Perfect, Buckshot Productions Melhor Cena de Sexo Oral Tag Adams, Jason Crew, Jagger, Bang Bang, Falcon Entertainment |  | Melhor Embalagem Gale Force: Men's Room 2, Titan Media Melhor Lançamento Pro/Am Michael Lucas' Auditions 4, Lucas Entertainment Melhor Título de Locação of 2005 Lukas in Love, Bel Ami Melhor Roteiro Tony DiMarco, Dangerous Liaisons, Lucas Entertainment Melhor Comédia de Sexo Wet Dreamz of Genie, Liquid Dreamz Melhor Cena de Sexo, Dupla Johnny Hazzard, Tyler Riggz Wrong Side of the Tracks Part One, Rascal Video Melhor Performance Solo Wrong Side of the Tracks Part One, Rascal Video Melhor Vídeo Solo Minuteman 23, COLT Studio Melhor Lançamento Especializado Face Fuckers, Evil Angel Melhor Lançamento Especializado—Extreme Mutiny, Dark Alley Media Melhor Lançamento Especializado—18-23 Twink Juice, Helix Studios Melhor Lançamento Especializado—Bears Muscle Bear Motel, Butch Bear Melhor Ator Coadjuvante Kent Larson, Dangerous Liaisons, Lucas Entertainment Melhor Sexo a Três Cobalt, Stretch, Spencer Quest, Cirque Noir, Titan Media Melhor Videografia Hue Wilde, Wrong Side of the Tracks Part One and Part Two, Rascal Video Intérprete do ano Tom Judson Melhor Fotografia—empate Michael Lucas' Dangerous Liaisons, Lucas Entertainment Wrong Side of the Tracks Part One and Part Two, Rascal Video Prêmio de Realização Extraordinária TLA Releasing 2006 GAYVN Indicados ao Salão da Fama Jake Andrews Michael Brandon Randy Cochran |

 [Top] 

## 2007
Apresentador: Kathy Griffin
| Melhor Ator Michael Lucas, Michael Lucas' La Dolce Vita, Lucas Entertainment Melhor Ator—Lançamento Estrangeiro Jean Franko, The School for Lovers, Lucas Kazan Productions Melhor Vídeo de Somente Sexo Black-n-Blue, Hot House Entertainment Melhor Lançamento Alternativo Gay Sex in the '70s, Wolfe Video Melhor Vídeo Amador Rear Gunners 2, Active Duty Melhor Direção de Arte Michael Lucas' La Dolce Vita, Lucas Entertainment Melhor Vídeo Bissexual Bi Back Mountain, All Worlds Video Melhor DVD Clássico Nights in Black Leather, Gorilla Factory Melhor Diretor Michael Lucas Michael Lucas' La Dolce Vita, Lucas Entertainment Melhor Extra de DVD/Edição Especial Michael Lucas' La Dolce Vita, Lucas Entertainment Melhor Edição Frank Tyler, Michael Lucas' La Dolce Vita, Lucas Entertainment Melhor Vídeo com Tema Étnico The Show 1-2 Dark Alley Media / Pitbull Productions Melhor Vídeo com Tema Étnico—Latin Manhattan Raging Stallion Studios Melhor Lançamento Estrangeiro The School for Lovers Lucas Kazan Productions Melhor Cena em Grupo Spokes 3, Falcon Entertainment — Orgy Melhor Vídeo com Tema de Couro Black-n-Blue Hot House Entertainment Melhor Campanha Publicitária Michael Lucas' La Dolce Vita, Lucas Entertainment Melhor Música Nekked, Michael Lucas' La Dolce Vita, Lucas Entertainment Melhor Iniciante Matt Cole Melhor Performance Não Sexual—empate Paul Barresi, The Velvet Mafia 1-2, Falcon Studios Savanna Samson, Michael Lucas' La Dolce Vita, Lucas Entertainment Melhor Cena de Sexo Oral Justice Hot House Entertainment |  | Melhor Embalagem Michael Lucas' La Dolce Vita, Lucas Entertainment Melhor Lançamento Pro/Am Lebanon Collin O'Neal/Raging Stallion Studios Melhor Título de Locação of 2006 Delinquents All Worlds Video Melhor Roteiro Michael Lucas' La Dolce Vita, Lucas Entertainment Melhor Comédia de Sexo Going Under Jet Set Productions Melhor Cena de Sexo, Dupla Brad Patton, Brian Hansen, Manly Heat: Quenched Buckshot Productions Melhor Performance Solo Kent North, At Your Service, Hot House Entertainment Melhor Vídeo Solo Minute Man 28, COLT Studio Melhor Lançamento Especializado X Fights UK XXX, BG East Melhor Lançamento Especializado—18-23 Out in Africa 2, Bel Ami Melhor Lançamento Especializado—Bears Rough & Ready, Pantheon Melhor Lançamento Especializado—Extreme Folsom Filth, Titan Media Melhor Ator Coadjuvante Spencer Quest, Michael Lucas' La Dolce Vita, Lucas Entertainment Melhor Sexo a Três Jason Ridge, Michael Lucas, Derrick Hanson, Michael Lucas' La Dolce Vita, Lucas Entertainment Melhor Videografia Michael Lucas' La Dolce Vita, Lucas Entertainment Intérprete do ano François Sagat Melhor Fotografia Michael Lucas' La Dolce Vita, Lucas Entertainment The Prêmio de Realização ao Longo da Vida Steven Toushin 2007 GAYVN Indicados ao Salão da Fama Peter Berlin Ray Dragon Chase Hunter Chris Ward |

[Top] 

## 2008
Apresentador: Derek Hartley & Romaine Patterson
Co-apresentador: Lady Bunny
| Melhor Ator Jake Deckard, GRUNTS, Raging Stallion Melhor Ator - Lançamento Estrangeiro Jean Franko, The Men I Wanted, Lucas Kazan Productions Melhor Vídeo de Somente Sexo Link: The Evolution, All Worlds Video Melhor Lançamento Alternativo Naked Boys Singing, TLA Releasing Melhor Vídeo Amador Edge Series 1, Chaos Men Melhor Direção de Arte Link: The Evolution, All Worlds Video Melhor Lançamento Bissexual Bi Accident, Devil's Film) Melhor Conceito de Capa Passio, Dark Alley Media Melhor DVD Gay Clássico Falcon 35th Anniversary Box Set, Falcon Entertainment Melhor Diretor Chris Ward Melhor Extra de DVD/Edição Especial GRUNTS, Raging Stallion Melhor Edição Chris Ward/Ben Leon, GRUNTS, Raging Stallion Melhor Vídeo com Tema Étnico Tiger's Eiffel Tower: Paris Is Mine!, Pitbull Productions Melhor Vídeo com Tema Étnico (Latin) Amazonia: Capture and Release, Athletic Model Guild/AMG Brasil Melhor Lançamento Estrangeiro Knockout, Falcon International Melhor Cena em Grupo Steve Cruz, Johnny Hazzard, Matt Majors, Link: The Evolution, All Worlds Video Melhor Vídeo com Tema de Couro Folsom Leather, Titan Media Melhor Maquiador Seth Stone, On Fire!, Jet Set Men Melhor Música Red Shag, Link: The Evolution, All Worlds Video Melhor Iniciante Blake Riley Melhor Performance Não Sexual The Intern, Lucas Entertainment Melhor Campanha Geral de Publicidade Link: The Evolution, All Worlds Video Melhor Cena de Sexo Oral Joey Amis takes on the cast of Mating Season, Bel Ami |  | Melhor Embalagem Link: The Evolution, All Worlds Video Melhor Fotografia GRUNTS, Raging Stallion Melhor Lançamento Pro/Am Edinburgh, Collin O'Neal's World of Men Melhor Título de Locação of 2007 Rough & Ready, Pantheon Melhor Roteiro Jerry Douglas, Brotherhood, Buckshot Productions Melhor Comédia de Sexo The Intern, Lucas Entertainment Melhor Cena de Sexo - Dupla Ricky Sinz GRUNTS, Raging Stallion Melhor Performance Solo Ricky Sinz, GRUNTS, Raging Stallion Melhor Vídeo Solo Minute Man Solo #29: Built, COLT Studio Melhor Lançamento Especializado Executive Pleasures 1, MenAtPlay Melhor Lançamento Especializado (18-23) Rebel, Bel Ami Melhor Lançamento Especializado (Bear) When Bears Attack, Rascal Video Melhor Lançamento Especializado (Extreme) Fear, Titan Media Melhor Fotógrafo Fixo Kent Taylor/Geof Teague, GRUNTS, Raging Stallion Melhor Ator Coadjuvante - empate Christian Cruz, The Intern, Lucas Entertainment Ricky Sinz, GRUNTS, Raging Stallion Melhor Sexo a Três Jesse Santana, Nickolay Petrov, Jason White, Just Add Water, Jet Set Men Melhor Videografia Brian Mills and Paul Wilde, FEAR, Titan Media Intérprete do ano Jake Deckard Prêmio Especial de Realização Tim Valenti, NakedSword.com Indicados ao Salão da Fama Paul Barresi Rod Barry Lucas Kazan Tiger Tyson |

[Top] 

## 2009
Apresentador: Janice Dickinson & Margaret Cho

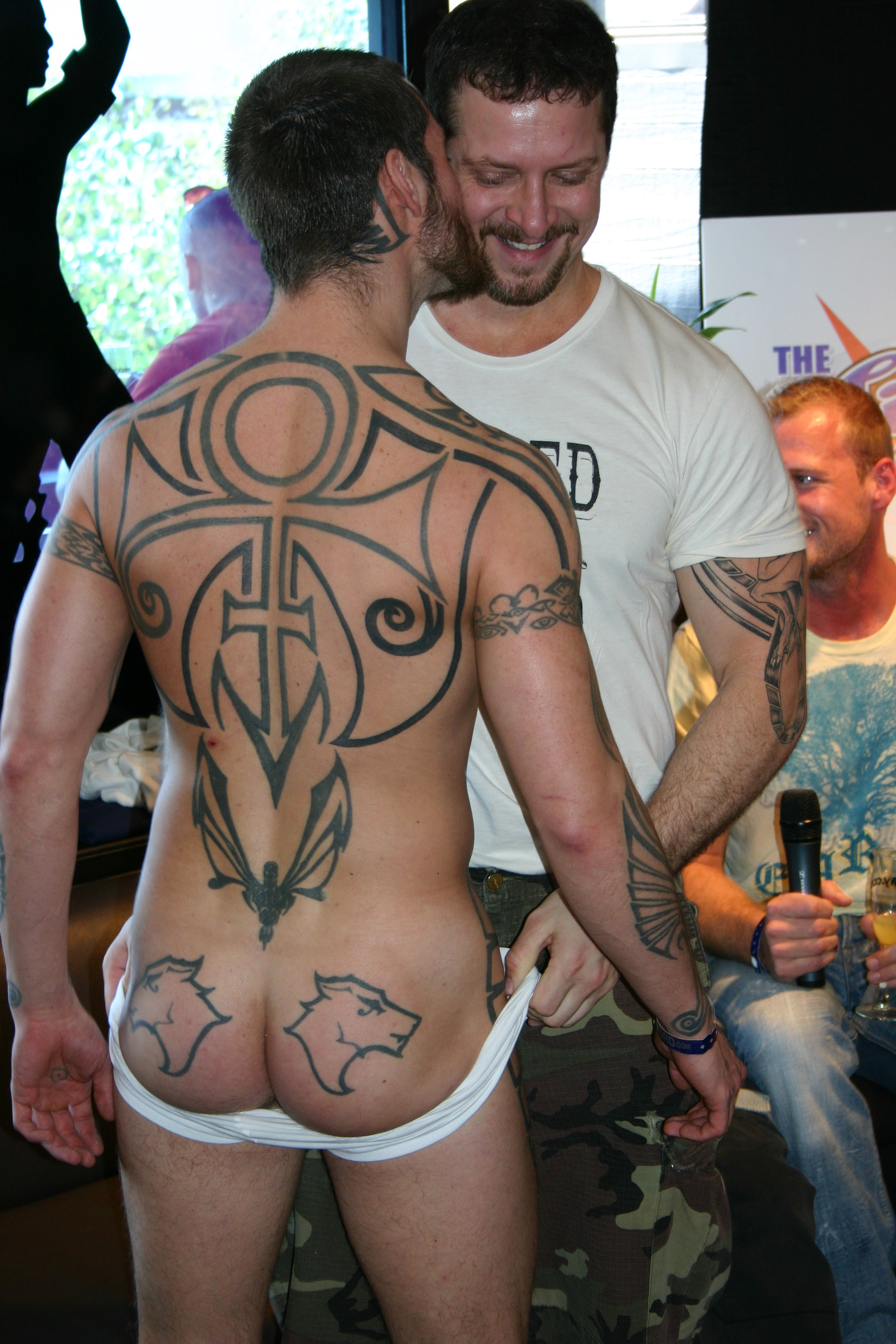
Logan McCree beijando Vinnie D'Angelo na bochecha no GayVN Awards 2009

Co-apresentador: Alec Mapa
| Melhor Ator Ricky Sinz, To the Last Man, Raging Stallion Studios Melhor Ator - Lançamento Estrangeiro Ralph Woods, French Kiss, Bel Ami Melhor Vídeo de Somente Sexo Breakers, Titan Media Melhor Lançamento Alternativo Wrangler: Anatomy of an Icon, TLA Releasing Melhor Site Amador ChaosMen.com Melhor Vídeo Amador Edge, Volume 2, ChaosMen.com Melhor Direção de Arte To The Last Man, Raging Stallion Studios Melhor Filme de Urso Centurion Muscle 5: Maximus, Centurion Pictures Melhor Site de Urso ButchBear.com Melhor Lançamento Bissexual Shifting Gears: A Bisexual Transmission, Channel 1 Releasing Melhor Passivo (posição sexual) Brent Corrigan Melhor Cinematografia Chris Ward, Ben Leon & Tony Dimarco, To the Last Man, Raging Stallion Studios Melhor DVD Gay Clássico Best of the 1970s, Falcon Entertainment Melhor Ejaculação Barrett Long, XXX Amateur Hour, Vol. 6, Dirty Bird Pictures Melhor Diretor Chris Ward, Ben Leon & Tony Dimarco, To the Last Man, Raging Stallion Studios Melhor Extra de DVD To the Last Man, Raging Stallion Studios Melhor Edição Especial de DVDTo the Last Man 4-disc Edition, Raging Stallion Studios Melhor Edição To the Last Man, Raging Stallion Studios Melhor Vídeo com Tema Étnico Black Balled 6: Under the Hood, Channel 1 Releasing Melhor Vídeo com Tema Étnico -Latin Roman's Holiday, Falcon Entertainment Melhor Filme de Fetiche Folsom Prison, Titan Media Melhor Ator de Fetiche Tober Brandt Melhor Lançamento Estrangeiro Italians and Other Strangers, Lucas Kazan Productions Melhor Cena em Grupo Zack Randall, Pistol Pete, Dallas Reeves, Rocco, Brett M. Hunt, Zackary Pierce, Braxton Bond, Carlos Rio, Sex Hiker, Black Scorpion Entertainment Melhor Destaque HD Breakers, Titan Media Melhor Filme de Couro Verboten 1& 2, Hot House Entertainment Melhor Campanha Publicitária Excess, Channel 1 Releasing Melhor Música JD Slater/Nekked, To the Last Man, Raging Stallion Studios Melhor Iniciante Jackson Wild Melhor Novo Ator da Web ou Ano Leo Giamani Melhor Performance Não Sexual Lady Bunny, Brother Reunion, Lucas Entertainment Melhor Cena de Sexo Oral Ricky Sinz & Jackson Wild, To the Last Man, Raging Stallion Studios |  | Melhor Embalagem Return to Fire Island, Lucas Entertainment Melhor Fotografia To the Last Man, Raging Stallion Studios Melhor Lançamento Pro/Am Brent Corrigan's Summit, Dirty Bird Pictures/Prodigy Pictures Melhor Roteiro Tony Dimarco, To the Last Man, Raging Stallion Studios Melhor Comédia de Sexo Paging Dr. Finger, Hot House Entertainment Melhor Cena de Sexo - Dupla Vinnie D’Angelo & Logan McCree, The Drifter, Raging Stallion Studios Melhor Performance Solo Tommy Ruckus & Jackson Wild, Home Invasion, Titan Media Melhor Filme Solo Minute Man Solo 31: Hangin' Out, COLT Studio Group Melhor Ator Coadjuvante Trevor Knight, Endgame, Dirty Bird Pictures & Scott Tanner, To the Last Man, Raging Stallion Studios Melhor Sexo a Três Logan McCree, Ricky Sinz & Scott Tanner, To the Last Man, Raging Stallion Studios Melhor Ativo (posição sexual) Ricky Sinz Melhor Filme de Twink (18-23) Just the Sex 1 & 2, Dirty Bird Pictures/Prodigy Pictures Melhor Site de Twink BelAmiOnline.com Melhor Ator Web do Ano Leo Giamani Melhor Website do Ano C1R.com Intérprete do ano Logan McCree Prêmio Trailblazer Chi Chi LaRue Prêmio de Realização ao Longo da Vida Roger Earl Indicados ao Salão da Fama Dink Flamingo Michael Lucas (director) TJ Paris Dean Phoenix Jack Simmons Phil St. John Chris Steele |

[Top] 

## 2010
Apresentador: Alec Mapa
| Melhor Ator Logan McCree, The Visitor (Raging Stallion Studios) Melhor Vídeo de Somente Sexo Tropical Adventure (Kristen BjornProductions) Melhor Lançamento Alternativo Men In Stockings (Lucas Entertainment) Melhor Lançamento Amador/Pro-Am Brent Corrigan's Big Easy (Prodigy Productions/Dirty Bird Pictures) Melhor Ejaculação Wall Street (Lucas Entertainment) Melhor Diretor (empate) CFocus/ReFocus (Raging Stallion Studios) Dad Takes a Fishing Trip (D/G Mutual Media) Melhor Cena de Sexo em Dupla Melhor Lançamento Destacado Focus/ReFocus (Raging Stallion Studios) Melhor Lançamento de Fetiche Skuff 4 (Hot House) Melhor Cena de Sexo em Grupo Cast, Black Balled 7: Jail Slammed (All Worlds Video) Melhor Destaque HD Flux (Titan) Melhor Publicidade — Imagem da Companhia Bel Ami Entertainment Melhor Iniciante Conner Habib Melhor Comédia de Sexo Whorrey Potter and the Sorcerer’s Balls (Dominic Ford Features) Melhor Performance Solo Adam Killian, Taken: To the Lowest Level (Rascal) Melhor Ator Coadjuvante Steve Cruz, Focus/ReFocus (Raging Stallion Studios) Melhor Videografia Ben Leon and Tony Di Marco, Focus/ReFocus (Raging Stallion Studios) Melhor Lançamento Web-to-DVD Summer Recruits (Active Duty) Melhor Título de Locação Steven Daigle: XXXposed (Rascal Video) Melhor Título de Vendas Men of Israel (Lucas Entertainment) Intérprete do ano Wilfried Knight |  | Melhor Programa de Afiliados C1R Affiliate Program Melhor Blog/Site de Fofocas TheSword.com Melhor Site de Gênero AthleticModelGuild.com (Classic content) Melhor Webcam Ao Vivo/Webshow Live & Raw (LiveAndRaw.com) Melhor Site de Estrela Pornográfica BrentEverett.com Melhor Publicidade/Promoção Baseada na Web Channel 1 Releasing Web Intérprete do ano Brent Corrigan Website do ano RandyBlue.com Melhor Ativo (posição sexual) Trevor Knight Melhor Passivo (posição sexual) Brent Corrigan Melhor Versátil (posição sexual) Matthew Rush Favor Geral dos Fãs Brent Everett Personalidade GayVN do Ano Sister Roma Prêmio Trailblazer Sharon Kane Prêmio de Realização ao Longo da Vida Pat Rocco Indicados ao Salão da Fama Ryan Block Mike Donner Bill Marlowe Matthew Rush Mickey Skee |

|  |  |  |  |  |

## 2018
GayVN Awards foi realizado após um hiato de 7 anos de retorno em 21 de janeiro de 2018 no Hard Rock Hotel and Casino em Las Vegas. Foi apresentado por Shangela Laquifa Wadley e foi realizado uma semana antes do 35º Prêmio AVN no mesmo local. Prêmios foram entregues em 27 categorias.
Lista completa de indicados e vencedores
| Melhor Ator Brent Corrigan, Ultra Fan, NakedSword/Falcon Melhor Filme de Somente Sexo Kiss and Tel Aviv, NakedSword/Falcon Melhor Cena de Urso Beards, Bulges & Ballsacks, Raging Stallion/Falcon; Daymin Voss, Michael Roman & Fernando Del Rio Melhor Diretor — Destaque Earthbound: Heaven to Hell 2, Falcon Studios; Chi Chi LaRue Melhor Diretor — Não destacado Kiss and Tel Aviv, NakedSword/Falcon; mr. Pam Melhor Destaque One Erection: The Un-Making of a Boy Band, CockyBoys Melhor Cena de Fetiche Skuff: Rough Trade 1, Hot House/Falcon; Micah Brandt & Austin Wolf Melhor Cena de Sexo em Grupo Lifeguards: Summer Session, Helix Studios; Kyle Ross, Blake Mitchell, Max Carter, Joey Mills, Tyler Hill & Evan Parker Melhor Publicidade — Imagem da Companhia Men.com Melhor Iniciante Pheonix Fellington Melhor Ator Coadjuvante Colton Grey, Secrets and Lies, NakedSword/Rock Candy Melhor Cena de Twink — empate Boys Night, HelixStudios.net; Blake Mitchell, Logan Cross, Colton James & Sean Ford Summer Break: Jeff, Roald, Helmut, Marcel Pt 1, BelAmiOnline.com; Jeff Mirren, Helmut Huxley, Roald Ekberg & Marcel Gassion Intérprete do ano Shawn Zevran |  | Urso Favorito Colby Jansen Corpo Favorito Blake Mitchell Nádegas Favoritas Tyler Hill Cam Guy Favorito Blake Mitchell Daddy Favorito Adam Russo Blog da Indústria Favorito Str8UpGayPorn.com Site de Associação Favorito HelixStudios.net Site de Nicho Favorito Boynapped.com Site de Estrela Pornográfica Favorito ColbyKnox.com Twink Favorito Joey Mills Iniciante Mais Atraente Calvin Banks Estrela das Mídias Sociais Max Carter |

[Top] 

## 2019
Prêmios foram apresentados no The Joint no Hard Rock Hotel and Casino em Las Vegas em 21 de janeiro de 2019.
| Indicado ao Salão da Fama GayVN 2019 Keith Miller, fundador de Helix Studios Melhor Ator (empate) - Wesley Woods, Zack & Jack Make a Porno, Falcon Studios - Diego Sans, Pirates: A Gay XXX Parody, Men.com/Pulse Melhor Filme de Somente Sexo Summer Break 2, BelAmi/Pulse Melhor Cena de Sexo Bissexual Lance Hart, Pierce Paris & Dahlia Sky; Wanna Fuck My Wife? Gotta Fuck Me Too 11, Devil’s Film Melhor Diretor – Destaque Jake Jaxson, All Saints: Chapter 1, CockyBoys Melhor Diretor - Não destacado Chi Chi LaRue & Tony Dimarco; Love & Lust in New Orleans, Falcon Studios Melhor Cena de Sexo em Dupla Max Konnor & Armond Rizzo; “Big Black Daddy,” NoirMale.com Melhor Destaque All Saints: Chapter 1, CockyBoys Melhor Cena de Sexo de Fetiche JJ Knight & Sean Zevran; Tie Me Up! Dick Me Down!, CockyBoys Melhor Cena de Sexo em Grupo Josh Brady, Corbin Colby, Joey Mills, Cameron Parks, Angel Rivera & Luke Wilder; “Splash,” HelixStudios.com Melhor Iniciante Alam Wernik Melhor Paródia Pirates: A Gay XXX Parody, Men.com/Pulse Melhor Ator Coadjuvante Bruce Beckham, The Slutty Professor, NakedSword/Falcon Melhor Cena de Sexo a Três Ace Era, Tyler Roberts & Dave Slick; The Slutty Professor, NakedSword/Falcon Intérprete do ano Wesley Woods |

## 2020
Os prêmios foram apresentados no The Joint no Hard Rock Hotel and Casino em Las Vegas em 21 de janeiro de 2020. O show foi apresentado por Alec Mapa e Nicole Byer, com apresentações de King Princess e Alyssa Edwards.
| Indicado ao Salão da Fama GayVN 2020 Tim Valenti, NakedSword/Falcon Studios CEO Melhor ator DeAngelo Jackson, Blended Family, Icon Male/Mile High Melhor Filme de Somente Sexo Love and Lust in Montreal, Falcon Studios Melhor Cena de Sexo Bissexual Natalie Mars, Ella Nova, Ricky Larkin & Wesley Woods; Free for All, WhyNotBi.com Melhor Diretor – Destaque Jake Jaxson & RJ Sebastian; Le Garçon Scandaleux, CockyBoys/PinkTV; Melhor Diretor - Não destacado Steve Cruz; Outta the Park!, Raging Stallion/Falcon Melhor Cena de Sexo em Dupla Ashton Summers & Phoenix Fellington, Fellington’s Flip Fuck, HelixStudios.com Melhor Destaque Vegas Nights, HelixStudios.com Melhor Cena de Sexo de Fetiche Alex Mecum & Michael DelRay; My Brother's Discipline, Kink.com Melhor Cena de Sexo em Grupo Alam Wernik, Blake Ryder, Jay Dymel, Nic Sahara & Sean Duran; Five Brothers: The Takedown, NakedSword/Falcon Melhor Iniciante Nic Sahara e Alex Riley (empate) Melhor Ator Coadjuvante Dante Colle, At Large, Raging Stallion/Falcon Melhor Cena de Sexo a Três Jack Harrer, Peter Annaud & Marcel Gassion; Offensively Large 4, BelAmi/Pulse Intérprete do ano Cade Maddox |  | Prêmios de fãs Urso Favorito Teddy Torres Corpo favorito Blake Mitchell Melhor Passivo (posição sexual) Rourke Nádegas Favoritas Beaux Banks Cam Guy Favorito Callum e Cole (página conjunta) Pênis Favorito Calvin Banks Daddy Favorito Rocco Steele Dom Favorito Austin Wolf Estrela FTM favorita Billy Vega Melhor Ativo (posição sexual) Zilv Gudel Twink Favorito Joey Mills Iniciante Mais Atraente Rhyheim Shabazz Estrela das Mídias Sociais Armond Rizzo |

## 2021
Os prêmios foram entregues virtualmente durante uma transmissão ao vivo no AVNStars.com em 18 de janeiro de 2021. O show foi apresentado por Alec Mapa e Sherry Vine.
| Melhor ator Angel Rivera, A Murdered Heart, NakedSword Melhor Filme de Somente Sexo Summer Loves, BelAmi Melhor Cena de Sexo Bissexual Maya Bijou, Dante Colle & Kaleb Stryker, The Elevator Goes Both Ways, WhyNotBi.com Melhor Diretor – Destaque Jake Jaxson & RJ Sebastian, Hollywood & Vine, CockyBoys Melhor Diretor – Não destacado Steve Cruz, Cake Shop, Raging Stallion Melhor Cena de Sexo em Dupla Rhyheim Shabazz & Sean Zevran, Big Dicks Going Deep, CockyBoys Melhor Destaque A Murdered Heart, NakedSword Melhor Cena de Sexo de Fetiche Dirk Caber, Nate Grimes, Jaxx Thanatos & Kurtis Wolfe, Tom of Finland: Leather Bar Initiation, Men.com Melhor Cena de Sexo em Grupo Riley Finch, Johnny Hands, Jacob Hansen, Garrett Kinsley, Travis Stevens & Ashton Summers, Inside Helix, Helix Studios Melhor Iniciante Brock Banks |  | Prêmios de fãs Iniciante Mais Atraente Seth Peterson Twink Favorito Austin L Young Estrela das Mídias Sociais Joey Mills Cam Guy Favorito Max Konnor Cam Couple Favorito Jacob e Harley Melhor Ativo (posição sexual) Austin Wolf Melhor Passivo (posição sexual) Devin Franco Estrela FTM favorita Trip Richards Dom Favorito Zilv Gudel Pênis Favorito Cade Maddox Nádegas Favoritas Alam Wernik Urso Favorito Teddy Torres Daddy Favorito Rocco Steele Corpo favorito Alex Mecum Estrela GayVN do Ano Camran Mac |

## 2022
Os prêmios foram entregues virtualmente em 19 de janeiro de 2022. O show foi apresentado por Alec Mapa e Jackie Beat.
| Indicado ao Salão da Fama GayVN 2022 Howard Andrew, FabScout Entertainment Intérprete do ano Max Konnor Melhor Filme de Somente Sexo Fuck Me I'm Famous (BelAmi/TLAGay) Melhor Cena de Sexo Bissexual Draven Navarro, Joel Someone e Vanessa Vega, My Wife Found Out I'm Bi! (Devil’s Film) Melhor Diretor – Destaque Alex Roman, Return to Helix Academy Partes 1 e 2 (Helix Studios) Melhor Diretor – Não destacado Steve Cruz e Leo Forte, Born to Porn (Falcon Studios) Melhor Iniciante Cole Connor Melhor Cena de Sexo em Dupla Aiden Ward & Jacen Zhu (CockyBoys.com) Melhor Destaque Return to Helix Academy Parts 1 & 2 (Helix Studios) Melhor Cena de Sexo de Fetiche Scream - A ColbyKnox Parody (ColbyKnox.com) Colby Chambers & Troye Jacobs Melhor Cena de Sexo em Grupo All Star Orgy (RawFuckClub.com) Boomer Banks, Damaged Bottom, Romeo Davis, Drew Dixon, Sean Duran, Owen Hawk, Jake Nicola, Vince Parker, Chandler Scott, Tyler Roberts, Aaron Trainer & Zario Travezz Melhor Ator Principal (empate) Michael DelRay, The Last Course (Disruptive Films) Alex Riley, Return to Helix Academy Parts 1 & 2 (Helix Studios) Melhor Ator Coadjuvante Dante Colle, The Last Course (Disruptive Films) Melhor Cena de Sexo a Três Into the Woods (Falcon Studios) Trent King, Skyy Knox & Derek Thibeau |  | Prêmios de fãs Cam Couple Favorito Pablo e Sebas Pênis Favorito Cade Maddox Iniciante Mais Atraente Felix Fox Melhor Ativo (posição sexual) Rhyheim Shabazz Twink Favorito Joey Mills Melhor Passivo (posição sexual) Devin Franco Corpo favorito Cade Maddox Daddy Favorito LeGrand Wolf Nádegas Favoritas Felix Fox Urso Favorito Beau Butler Cam Guy Favorito Johnny Rapid Dom Favorito Austin Wolf Estrela das Mídias Sociais Chris Damned Estrela FTM favorita Noah Way |

## Ver Também
- AVN Magazine
- Grabby Awards